# أرنولد فان أوبستال
أرنولد فان أوبستال مواليد 15 ديسمبر 1991 في ألمانيا، هو لاعب كرة سلة ألماني. بدأ مسيرته الاحترافية في سنة 2016. يلعب مع سان ميغيل بيرمن في الرابطة الفلبينية لكرة السلة كلاعب وسط. يحمل الرقم 7. يبلغ طوله 6 قدم 9 بوصة (2.1 م). مثّل منتخب بلاده.